# Георги Хайверов
Георги Димитров Хайверов е български военен деец (генерал-майор), командир на 4-ти конен полк (1938) и на 1-ва самостоятелна конна бригада (1943) по време на Втората световна война (1941 – 1945).

## Биография
Георги Хайверов е роден на 25 октомври 1893 година в Сливен. През 1916 година завършва Военно на Негово Величество училище в 37-и випуск и на 12 март е произведен в чин подпоручик. Взема участие в Първата световна война (1915 – 1918), като на 14 октомври 1917 е произведен в чин поручик.

## Между двете световни войни
В периода (1920 – 1923), докато служи в родния си град е сътрудник на нелегалната военна организация на БКП. На 30 януари 1923 е произведен в чин капитан, а през 1930 година е командир на обозния ескадорн на 3-та пехотна дивизия и командир на 4-та жандармерийска конна група. През 1931 година е домакин на конноартилерийското отделение, а през 1932 - командир на отделение в 8-и дивизионен артилерийски полк. На 6 май 1933 година е произведен в чин майор, а през 1935 година е назначен за командир на учебния ескадрон във Военното училище. На 6 май 1936 е произведен в чин подполковник и през 1938 година е назначен за командир на 4-ти конен полк.

## Втора световна война (1941 – 1945)
По време на Втората световна война (1941 – 1945) Хайверов е произведен в чин полковник (6 май 1940) и командва 1-ва самостоятелна конна бригада (1943) от състава на 5-а армия. Уволнен е от служба на 13 септември 1944 година. По-късно е въдворен в лагера „Белене“, където умира през 1951 година.

## Военни звания
- Подпоручик (12 март 1916)
- Поручик (14 октомври 1917)
- Капитан (30 януари 1923)
- Майор (6 май 1933)
- Подполковник (6 май 1936)
- Полковник (6 май 1940)
- Генерал-майор